# Le Bosc-Renoult
Le Bosc-Renoult ist eine französische Gemeinde mit 259 Einwohnern (Stand: 1. Januar 2022) im Département Orne in der Region Normandie. Sie gehört zum Arrondissement Mortagne-au-Perche und zum Kanton Vimoutiers.
Nachbargemeinden sind Pontchardon im Nordwesten, Avernes-Saint-Gourgon im Norden, Saint-Aubin-de-Bonneval im Nordosten, Saint-Germain-d’Aunay im Osten, Sap-en-Auge im Süden und Ticheville im Westen.

## Bevölkerungsentwicklung
| Jahr      | 1962 | 1968 | 1975 | 1982 | 1990 | 1999 | 2008 | 2015 |
| --------- | ---- | ---- | ---- | ---- | ---- | ---- | ---- | ---- |
| Einwohner | 331  | 276  | 243  | 222  | 212  | 233  | 234  | 244  |